# 刘昶 (前赵)
刘昶（?—?），十六国前赵刘曜时大司徒、录尚书事。
刘昶是刘曜献烈皇后的叔父，皇后幼年时养于刘昶家,刘后临终时哭泣着对刘曜说：“我自幼由叔父刘昶养大，希望陛下能重用他。叔父刘皑的女儿刘芳品德和容貌都很出色，希望让她入后宫。”言终而亡。刘曜任命刘昶为侍中、大司徒、录尚书事，册立刘芳为皇后。326年，又任命刘昶为太保。